# أندي تود
أندرو جون جايمس تود (بالإنجليزية: Andy Todd)‏، من مواليد 21 سبتمبر 1974 في ديربي في إنجلترا، لاعب كرة قدم إنجليزي.
بدأ مسيرته الكروية مع نادي مدلزبرة في عام 1992، ولعب معهم حتى عام 1995، وشارك معهم في 8 مباريات، وفي عام 1995 أعير إلى نادي سوندون تاون، ولعب معهم 13 مباراة، وفي عام 1995 انتقل إلى نادي بولتون واندرز، ولعب معهم حتى عام 1999، وشارك معهم في 84 مباراة وسجل هدفين، وفي عام 1999 انتقل إلى نادي تشارلتون أثلتك، ولعب معهم حتى عام 2002، وشارك معهم في 40 مباراة وسجل هدف واحد، وفي عام 2002 أعير إلى نادي غريمسبي تاون، ولعب معهم 12 مباراة وسجل 3 أهداف، وفي عام 2002 انتقل إلى نادي بلاكبيرن روفرز، وهو يلعب لهم حتى الآن، وقد أعير في عام 2003 إلى نادي بيرنلي، وشارك معهم في 7 مباريات.

## وصلات خارجية
- أندي تود على موقع قاعدة بيانات كرة القدم.إي يو (الإنجليزية)
- أندي تود على موقع Soccerbase.com (لاعب) (الإنجليزية)
- أندي تود على موقع Soccerway.com (الإنجليزية)
- أندي تود على موقع عالم كرة القدم.نت (الإنجليزية)